# Lateinische Kirche
Die lateinische Kirche, auch Westkirche, westliche Kirche oder römischer Ritus genannt, ist die größte und bedeutendste Kirche eigenen Rechts innerhalb der katholischen Kirche. Lateinisch bezieht sich hierbei auf den Ritus oder die Gruppe von Riten, deren dominierender der römische Ritus ist, und auf die traditionelle Kirchensprache Latein, die in dieser Teilkirche verwendet wird. Die 23 katholischen Ostkirchen, die ostkirchliche oder orientalische Riten sowie andere Liturgiesprachen benutzen, sind wie die lateinische Kirche Bestandteil der katholischen Kirche als ganzer, dem Papst unterstehenden Kirche. In einem engeren Sprachgebrauch wird der Begriff römisch-katholische Kirche allerdings manchmal eingeschränkt auf die lateinische Kirche bezogen und so etwa in Abgrenzung zur griechisch-katholischen Kirche (im Sinne griechischsprachiger Teilkirchen der katholischen Kirche) benutzt. In einem weiteren Verständnis lassen sich alle westlichen christlichen Kirchen, die aus der vorreformatorischen lateinischen Westkirche hervorgegangen sind, zu den Kirchen lateinischer Tradition rechnen, auch wenn sie heute nicht mehr dem Papst unterstehen.
Die lateinische Kirche umfasst die Diözesen des Patriarchats von Rom, die seit dem 2. Jahrhundert von der griechischen zur lateinischen Liturgiesprache übergegangen waren und diese auch in ihren Missionsgebieten beibehielten. Dieser westliche Teil der alten Kirche, eben die Westkirche, trennte sich in einem historischen Spaltungsprozess, der im Großen Schisma im Jahre 1054 kulminierte, vom östlichen Teil der Kirche, den Ostkirchen. Später schlossen sich Teile der verschiedenen Ostkirchen der römischen Kirche an, indem sie insbesondere den Primat des Papstes anerkannten und dabei Parallelhierarchien zu ihren orthodoxen Stammkirchen bildeten; dabei behielten sie jedoch weitgehend ihre rechtliche Eigenständigkeit und ihren Ritus. Diese katholischen Ostkirchen bezeichnet man als uniert. Das Gesetzbuch der lateinischen Kirche ist dabei der Codex Iuris Canonici; in den unierten Kirchen gilt der Codex Canonum Ecclesiarum Orientalium.
Der Papst ist als Bischof von Rom sowohl Oberhaupt der gesamten katholischen Kirche als auch Oberhaupt der lateinischen Teilkirche. Seit dem Konzil von Chalzedon 451 nannten sich die Päpste auch Patriarch des Westens bzw. des Abendlandes innerhalb der Iustinianischen Pentarchie. Nach dem 2. Vatikanum wurden 1964 die Lateinischen Patriarchate des Ostens, die in der Kreuzzugszeit eingerichtet worden waren, im Dienste der Wiederaussöhnung mit der Ostkirche und der Ökumene mit der Orthodoxie wieder abgeschafft. Papst Benedikt XVI. legte 2006 sogar den Titel des Patriarchen des Westens nieder, Papst Franziskus führte ihn jedoch 2024 als Geste der Ebenbürtigkeit im Dialog mit den orthodoxen Patriarchen wieder ein.
Vieles von dem, was gemeinhin als „typisch katholisch“ angesehen wird, so der Zölibat der Priester, die Ernennung von Bischöfen durch den Papst und zahlreiche Eigenheiten der Liturgie und des Kirchenrechts, trifft nur auf die lateinische Kirche zu. Die meisten katholischen Teilkirchen östlicher Prägung erlauben dagegen beispielsweise die Weihe verheirateter Männer zu Priestern, wählen in vielen Fällen ihre eigenen Bischöfe, die vom Papst nur bestätigt werden, und lehnen sich in ihrem kirchlichen und liturgischen Leben auch sonst eng an die Tradition ihrer orthodoxen Herkunftskirchen an.
Nach wie vor ist für die Liturgie der lateinischen Kirche Latein als Kirchensprache von grundlegender Bedeutung, auch wenn die Liturgie heute meistens in der Landessprache gefeiert wird. Kirchliche Verlautbarungen und Dokumente, die für die ganze lateinische Kirche bestimmt sind, werden in der Regel auf Latein verfasst und in andere Sprachen übersetzt. Sogar Verhandlungen vor den päpstlichen Gerichten finden noch auf Latein statt. Allerdings hat der Einfluss, die völkerverbindende Wirkung und nicht zuletzt auch die Kenntnis des Lateinischen in der katholischen Kirche in den letzten Jahrzehnten nachgelassen.
Der Lateinische Patriarch von Jerusalem hat eine eigene patriarchale Jurisdiktion über Palästina und Zypern und ist daher neben dem Papst der einzige lateinische Patriarch mit einer eigenen Jurisdiktion.

## Liturgische Riten
Wenn vom lateinischen Ritus bzw. den lateinischen Riten die Rede ist, kann einer – in der Regel der römische – oder die Gesamtheit der liturgischen Riten gemeint sein, die heute oder in der Vergangenheit in der lateinischen Kirche in Gebrauch sind oder waren. Von Bedeutung sind insbesondere folgende:
- Der römische Ritus dominiert in der lateinischen Kirche so sehr, dass er oftmals einfach mit dem lateinischen gleichgesetzt wird. Die liturgischen Bücher und Formulare des römischen Ritus sind im Anschluss an das Zweite Vatikanische Konzil im Rahmen der Liturgiereform umfassend überarbeitet worden. Die meisten Feiern werden heute auch nicht mehr nur in lateinischer Sprache gehalten, sondern auf der Grundlage autorisierter landessprachlicher Übersetzungen der Formulare. Das gilt insbesondere für die Heilige Messe. Daneben ist auch die Messfeier in der außerordentlichen Form nach dem Messbuch von 1962 zugelassen, die etwas ungenau auch als „tridentinischer Ritus“ bezeichnet und stets auf Latein gehalten wird. In den 1980er Jahren wurden zwei weitere Sonderformen des römischen Ritus im beschränkten Ausmaß zugelassen, der zairische Messritus und der anglikanische Usus.
- Der ambrosianische Ritus wird im größten Teil der Kirchenprovinz Mailand, in einigen angrenzenden Gebieten und in ungefähr fünfzig Pfarren der Diözese Lugano (Schweiz) noch neben dem römischen verwendet. Dieser Ritus existiert in einer nach den Vorgaben der Liturgiereform bearbeiteten Form und wird faktisch nur auf Italienisch gefeiert.
- Der mozarabische Ritus ist weitgehend ausgestorben, kommt aber sporadisch und ebenfalls nurmehr in einer nach den Vorgaben der Liturgiereform bearbeiteten Form in Spanien zur Anwendung, vor allem in und um Toledo. Bereits im Rahmen der Kirchenreformen des 11. Jahrhunderts wurde er auf Druck der damaligen Päpste in weiten Teilen der christlichen Gebiete auf der iberischen Halbinsel durch den römischen Ritus ersetzt (vgl. Reconquista).
- Der früher in Jugoslawien verbreitete glagolitische Ritus ist ebenfalls beinahe ausgestorben und wird heute nur noch selten zelebriert.
- Weitere, früher bestehende Riten, insbesondere Sonderformen (Ordensliturgien) bestimmter Orden oder monastischer Gemeinschaften, wie beispielsweise der Dominikaner, Kartäuser und Zisterzienser, besondere Diözesanriten wie zum Beispiel der „Ritus Bracarensis“ im Erzbistum Braga in Portugal oder landesspezifische Entwicklungen wie der gallikanische Ritus in Frankreich sind mit der Liturgiereform nach dem Zweiten Vatikanischen Konzil größtenteils verschwunden.
- Der anglikanische Ritus mit römischen Elementen wird in den Personalordinariaten für ehemalige Mitglieder von Kirchen mit anglikanischen Ritus verwendet, die in voller Gemeinschaft mit der katholischen Kirche stehen, ohne ihr besonderes anglikanisches Erbe aufzugeben. Die Grundlage für diese Personalordinariate wurde 2009 von Papst Benedikt XVI. mit der Apostolischen Konstitutio Anglicanorum coetibus geschaffen. Seitdem sind das Personalordinariat Unserer Lieben Frau von Walsingham, das Personalordinariat Unserer Lieben Frau vom Kreuz des Südens und das Personalordinariat Kathedra Petri errichtet worden.